# Какамега (птах)
Какамега (Kakamega poliothorax) — вид горобцеподібних птахів родини Modulatricidae.

## Назва
Родова назва Kakamega походить від типового місцезнаходження виду — міста Какамега в Кенії.

## Поширення
Вид поширений в Центральній Африці. Має розірваний ареал. Трапляється в Бурунді, Камеруні, Демократичній Республіці Конго, Екваторіальній Гвінеї, Кенії, Нігерії, Руанді та Уганді. Мешкає у гірських дощових лісах.

## Опис
Птах завдовжки до 16,5 см та вагою 30-42 г. Верхня частина тіла темнокоричнева, нижня — від світло-сірого до білого кольору.

## Спосіб життя
Денні птахи, живуть поодинці або попарно. Какамега живиться комахами та іншими дрібними безхребетними, яких шукає у лісовій підстилці.